# هیدتویو واتانابه
هیدتویو واتانابه (انگلیسی: Hidetoyo Watanabe؛ زادهٔ ۱۹ ژانویهٔ ۱۹۷۱) بازیکن فوتبال اهل ژاپن است.